# Fužine
Fužine (italienska: Fusine) är en kommun och ort i nordvästra Kroatien. Kommunen har 1 855 invånare och tätorten 814 invånare (2001). Fužine ligger i Gorski kotar i Primorje-Gorski kotars län och dess strategiska läge i natursköna omgivningar har gjort den till ett populärt resmål sedan 1874 då de första organiserade turistturerna arrangerades till orten.

## Orter i kommunen
Fužine utgör huvudorten i kommunen med samma namn. I kommunen finns förutom Fužine följande fem orter: Belo Selo, Benkovac Fužinski, Lič, Slavica och Vrata.

## Historia
Staden Fužine växte fram under 1600-talet sedan Zrinski-ätten låtit öppna en järnmalmsgruva i området. Milstolpar för stadens utveckling symboliseras av uppförandet av Karolinavägen 1737 (en viktig väg som förband Bakar med Karlovac och passerade Fužine) samt öppnandet av järnvägssträckningen Rijeka-Zagreb 1873.

## Kommunikationer
Vid Fužine finns anslutningsväg till motorvägen A6 som i västlig riktning leder mot Rijeka och Kvarnerviken och i östlig riktning, via A1, till huvudstaden Zagreb.

## Geografi
Vid orten finns tre sjöar, Bajer, Lepenica och Potkoš, som tillsammans med Vrela-grottan utgör  ortens främsta turistattraktioner.

## Kända personligheter från Fužine
- Franjo Rački, historiker